# Dewoitine D.371

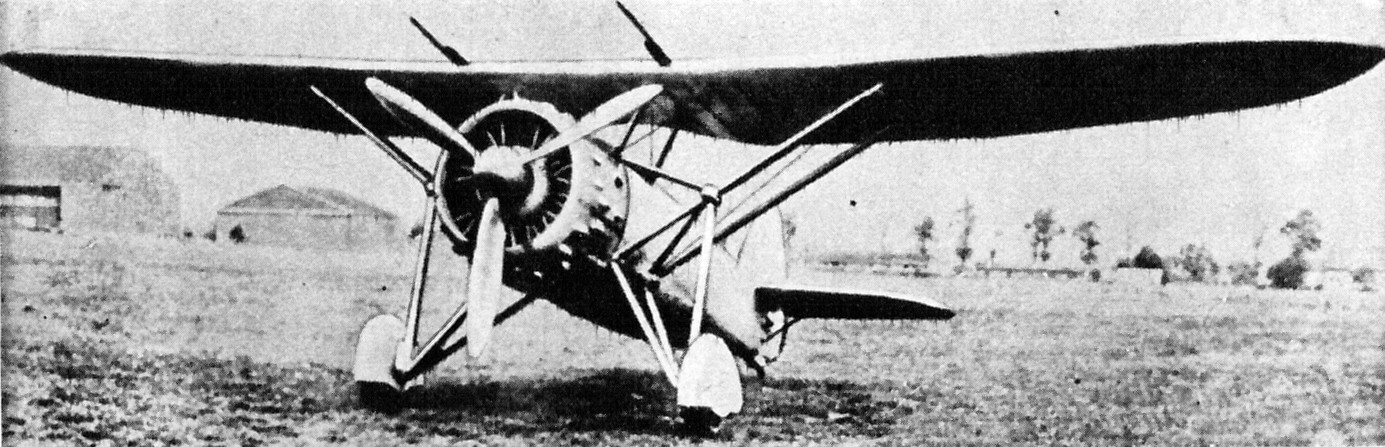
Dewoitine D.371

Dewoitine 371 là một loại máy bay tiêm kích của Pháp trong thập niên 1930.

## Biến thể
D.371
D.372
D.373
D.376

## Quốc gia sử dụng
Pháp
- Không quân Pháp
- Hải quân Pháp

 Cộng hòa Tây Ban Nha
- Không quân Cộng hòa Tây Ban Nha

## Tính năng kỹ chiến thuật (371)
Đặc điểm tổng quát
- Kíp lái: 1
- Chiều dài: 7,44 m (24,41 ft)
- Sải cánh: 11,79 m (38,68 ft)
- Chiều cao: 3,19 m (10,47 ft)
- Diện tích cánh: 17,82 m² (191,8 ft²)
- Trọng lượng rỗng: 1.295 kg (2.855 lb)
- Trọng lượng có tải: 1.730 kg (3.814 lb)
- Động cơ:  × Gnôme-Rhône K-14 hoặc 14Kds, 597 kW (800 hp)  mỗi chiếc
- Cánh quạt: 1 , 1 mỗi động cơ

 Hiệu suất bay 
- Vận tốc cực đại: 400 km/h trên độ cao 4.500 m (249 mph trên độ cao 14.764 ft)
- Tầm bay: 1.150 km (715 mi)
- Trần bay: 36.100 ft (11.003,28 m)